# Ragnarok (együttes)
A Ragnarok (vagy Ragnarök) norvég black metal együttes. 1994-ben alakult meg Sarpsborgban, első nagylemeze 1995-ben jelent meg. Az együttes dalainak gyakori témája az északi mitológia, a viking kultúra és a sátánizmus. A Ragnarok elsősorban a koncerteken alkalmazott látványos effektusokról ismert.

## Diszkográfia
Stúdióalbumok
- Nattferd (1995)
- Arising Realm (1997)
- Diabolical Age (2000)
- In Nomine Satanas (2002)
- Blackdoor Miracle (2004)
- Collectors of the King (2010)
- Malediction (2012)
- Psychopathology (2016)
- Non Debellicata (2019)